# 安倍吉平
安倍 吉平（あべ の よしひら）は、平安時代中期の貴族・陰陽師・陰陽家。播磨守・安倍晴明の長男（異説あり）。陰陽博士・陰陽助・主計助・主計頭・大膳大夫・穀倉院別当などを歴任。位階は従四位上。

## 経歴
吉平は正暦2年（991年）に陰陽博士であったことが知られ、正暦4年（993年）頃に陰陽助などを務めた後、長和5年（1016年）に従四位下に叙され、弟・吉昌死去後の寛仁3年（1019年）6月9日に天文密奏の宣旨を受けた。治安元年（1021年）の春日大社行幸の準備の功労によって従四位上に叙される。
吉平は父である晴明と同じく、藤原道長や藤原実資などに重用されている。「宝物集」には道長の子である藤原頼通に憑りついた具平親王の亡霊を賀茂保憲の子・光栄と共に祈祷し、また勅命などによって祈雨のための五龍祭や災厄除去のための四角四堺祭等を陰陽師として執り行っている（「日本紀略」など）。このように吉平は安倍晴明の後継者であり、また天文道宗家ひいては陰陽道宗家として弟の吉昌、もう一方の陰陽道宗家である賀茂氏の賀茂光栄らと共に陰陽寮を取り仕切っていた。

## 伝説
吉平にも父・晴明と同じように伝説が残っている。
- 「古今著聞集」には、ある時吉平が友人である医師の丹波雅忠と酒を飲んでいた。しかし、雅忠は話に夢中になって手の杯に注がれている酒を飲まずに話をしていた。と、吉平が急に「早くその杯の中の酒を飲んでしまわねば地揺れ（地震）が来ますよ」と告げたという。するとそのすぐ後に実際に地震が来たという。

- ｢古事談｣には、藤原師実(藤原道長の孫)の大邸宅が一度も火災に遭った事がないのは、屋敷の寝殿の長押や棟木に吉平の手による呪符が貼られていたからだ、という話が記録されている。

これらの話が示すように吉平も父・晴明に負けないくらいの有能な陰陽師であったことが窺える。また、占いの名手でもあり「指すの御子」とも呼ばれていた。

## 吉平庶兄説
一般的には安倍晴明には二人の子がいて、長男が吉平・次男が吉昌とするのが通説であるが、他説では吉平と吉昌の生年差が1年程度（正確なことは解明されていない）しかない事などから安倍吉平は庶兄であり、吉昌が晴明の嫡男であるとする説もある（小坂真二説など）。
ただし、藤原実資の『小右記』や藤原道長の『御堂関白記』では、安倍吉昌よりも吉平が多く用いられており、安倍晴明の後継者は吉平であるとの認識をされていた可能性は捨てきれない。この状況は吉昌が陰陽頭に任じられていても変わらず、よって安倍吉平が嫡男であるとの見方は未だに強い。

## 系譜
- 父：安倍晴明
- 母：不詳
- 妻：不詳
- 生母不明の子女
  - 男子：安倍時親（ときちか）
  - 男子：安倍平算（ひらかず）
  - 男子：安倍国時（くにとき、後に出家か「円弼（えんひつ）」と名乗る）
  - 男子：安倍章親（あきちか）
  - 男子：安倍奉親（のりちか）